# Universal (Automarke)
Universal war eine britische Automobilmarke, die 1914–1916 von  der Turner’s Motor Manufacturing Co. Ltd. in Wolverhampton (Stadffordshire) hergestellt wurde.
1914 kamen der 10 hp mit 1,1 l Hubraum und der 11.9 hp mit 1,8 l Hubraum heraus. Beide Wagen waren mit Vierzylindermotoren ausgestattet und hatten einen Radstand von 2.591 mm und eine Spurweite von 1.219 mm.
1915 wurden sie durch die größeren Modelle 10/15 hp und 12/20 hp ersetzt. Der 10/15 hp hatte 1,3 l Hubraum und war mit Radständen von 2.438 mm oder 2.591 mm verfügbar. Der 12/20 hp besaß 2,2 l Hubraum und sein Radstand betrug 2.642 mm. Diese beiden Modelle wurden noch bis 1916 gebaut.
Danach gab das Unternehmen den Markennamen Universal auf und bot Automobile nur noch unter dem Namen Turner an.

## Modelle
| Modell   | Bauzeitraum | Zylinder | Hubraum  | Radstand     |
| -------- | ----------- | -------- | -------- | ------------ |
| 10 hp    | 1914        | 4 Reihe  | 1128 cm³ | 2591 mm      |
| 11,9 hp  | 1914        | 4 Reihe  | 1795 cm³ | 2591 mm      |
| 10/15 hp | 1915–1916   | 4 Reihe  | 1327 cm³ | 2438–2591 mm |
| 12/20 hp | 1915–1916   | 4 Reihe  | 2178 cm³ | 2642 mm      |

## Quelle
- David Culshaw & Peter Horrobin: The Complete Catalogue of British Cars 1895–1975. Veloce Publishing plc. Dorchester (1999). ISBN 1-874105-93-6